# Diagonaaldriehoek

EFG is de diagonaaldriehoek van de volledige vierhoek ABCD

BCD is een diagonaaldriehoek van vierhoek ABCD

De term diagonaaldriehoek van een vierhoek ABCD kan duiden op twee soorten driehoeken:
1. De driehoek die wordt gevormd door de snijpunten van de lijnenparen AB en CD, AC en BD en AD en BC. Dit is de driehoek van diagonaalpunten van de volledige vierhoek ABCD.
2. Een driehoek gevormd uit drie van de vier hoekpunten van de vierhoek ABCD heet een diagonaaldriehoek van de vierhoek ABCD. Zij wordt immers gevormd uit twee zijden en een diagonaal van deze vierhoek.